# Стинас, Агис
Агис Стинас (греч. Άγις Στίνας, настоящее имя — Спирос Прифтис (греч. Σπύρος Πρίφτης), 1900, Керкира — 7 ноября 1987) — греческий политический деятель-троцкист, а затем левый коммунист тенденции группы «Социализм или варварство»; в конце жизни был близок к анархизму. Член Социалистической рабочей партии (затем переименованной в Коммунистическую) с 1918 года (исключён из Компартии в 1931 году), затем участник Четвёртого интернационала до 1947 года, основатель Коммунистической интернационалистской партии Греции. Политический наставник Корнелиуса Касториадиса.